# Bussea occidentalis
Bussea occidentalis là một loài thực vật có hoa trong họ Đậu. Loài này được Hutch. miêu tả khoa học đầu tiên.